# Ridgewood (New Jersey)
Ridgewood is een plaats (village) in de Amerikaanse staat New Jersey, en valt bestuurlijk gezien onder Bergen County.

## Demografie
Bij de volkstelling in 2000 werd het aantal inwoners vastgesteld op 24.936.
In 2006 is het aantal inwoners door het United States Census Bureau geschat op 24.639, een daling van 297 (-1.2%).

## Geboren
- Elizabeth Hawes (1903-1971), modeontwerper, schrijver en activiste
- Jeffrey Nordling (1962), acteur
- Michael Zegen (1979), acteur

## Geografie
Volgens het United States Census Bureau beslaat de plaats een oppervlakte van
15,1 km², waarvan 15,0 km² land en 0,1 km² water.

## Plaatsen in de nabije omgeving
De onderstaande figuur toont nabijgelegen plaatsen in een straal van 8 km rond Ridgewood.